# Odontotrema cassiopes
Odontotrema cassiopes är en lavart som först beskrevs av Emil Rostrup, och fick sitt nu gällande namn av Lennart Holm. Odontotrema cassiopes ingår i släktet Odontotrema, och familjen Odontotremataceae. Arten är reproducerande i Sverige.